# Миролюбовка (Новомиргородская городская община)
Миролю́бовка (укр. Миролюбівка; в 1961—2016 — Жовтне́вое, до 1961 — Сталина, до 1930-х — Арсеньевка) — село в Новомиргородской городской общине Новоукраинского района Кировоградской области Украины.
До 2020 года входило в Новомиргородский район
Население по переписи 2001 года составляло 452 человека. Почтовый индекс — 26016. Телефонный код — 5256. Код КОАТУУ — 3523881801.